# 22852 Кінні
22852 Кінні (22852 Kinney) — астероїд головного поясу, відкритий 9 вересня 1999 року.
Тіссеранів параметр щодо Юпітера — 3,553.